# Sally Yoshino
Sally Yoshino (吉野 サリー, Yoshino Sarī) est une stripteaseuse, mannequin et actrice japonaise de film pornographique née le 28 novembre 1978. Elle est jugée comme « une véritable légende de la vidéo pour adultes ».

## Biographie

### Enfance et adolescence
Sayuri Yoshinari (吉成小百合, Yoshinari Sayuri) est née le 28 novembre 1978 à Tokyo. En plus de son nom de scène: '"Sally Yoshino"', elle a également joué sous le nom de Kirara Tachibana (立花 きらら, Tachibana Kirara).
Son père est membre d'une équipe de patinage. Sally Yoshino patine donc dès l'âge de trois ans. Désirant poursuivre cette activité, elle s'inscrit dans une école supérieure d'athlétisme participant à des ballets et des compétitions de gymnastique.
Sally Yoshino, encore vierge, commence par travailler dans l'enjo kosai à l'âge de dix-sept ans. C'est à cette époque qu'elle dit avoir perdu sa virginité dans Okubo Park, situé à Kabukicho. Son premier client est le président directeur général (PDG) d'une agence de recrutement pour l'industrie du « hard ». Il est âgé de 40 ans environ. Il est venu la chercher dans le parc pour une rencontre à but sexuel. Se rappelant ses pensées à ce moment précis, Yoshino déclare : « Je ne me suis pas préoccupée de savoir si j'étais vierge ou pas. Si je m'en était préoccupée je n'aurai pas pu faire de l'enjo kosai… Je ne pense pas que ce fut un avantage [que d'être vierge] pour moi. J'en ai tiré quelque chose ». Toujours à l'âge de dix-sept ans, Yoshino est victime d'un viol. Elle dit encore à ce sujet « c'est alors que cela me fut égal de faire ce genre de travail. »,.

## Carrière

### Actrice
Yoshino intègre le monde du cinéma pornographique à l'âge de dix-huit ans avec sa première vidéo, Younger Than Me (novembre 1997), labellisée Cosmo Plan.
Parallèlement, elle pose pour des revues destinées plus particulièrement à la population masculine. C'est ainsi qu'on la voit s'exhiber dans la revue Urecco en novembre 1998.
La promotion de la vidéo Cheeky Girl (1988) la présente comme « une nouvelle venue [dans la ville] de Tokyo et âgée de 18 ans ». Cette vidéo est un film gonzo rédigé dans le style documentaire,.

### La stripteaseuse
Bien qu’ayant interprété maintes publications pour adultes, Yoshino considère le striptease comme son activité favorite. Elle débute dans cette spécialité en 1998. Son passé d’athlète et de ballerine lui ont alors été très utile pour danser dénudée.
Alors que sa filmographie est sporadique, son activité de stripteaseuse est continue. Pour expliquer sa préférence pour le striptease, Yoshino affirme : « J’ai dansé pendant des années. C’est bien plus drôle… Beaucoup semblent détester le striptease. De nos jours, les jeunes filles abandonnent rapidement [cette activité]. Personnellement je n’y ai jamais songé ».
Sa carrière de stripteaseuse est parfois émaillée de démêlés avec la justice. Une représentation, spécialement conçue pour son anniversaire, a bénéficié d’une importante publicité sur Internet et attire un certain nombre de mineurs. Sally Yoshino est arrêtée pour outrage à la pudeur sur la plainte d’une mère.

## Retour à la vidéo pornographique
L’artiste refait son apparition dans l’AV[Quoi ?] avec la sortie de sa vidéo ‘’Sally Yoshino’’ en janvier 2001. Son jeu d'actrice est apprécié comme « bien plus mature et imprégné de sensualité comme son regard et sa voix si troublante qui restent inchangés ».
Le mois suivant, l’interprétation de Sally Yoshino dans la série Female Teacher Hunt confirme « son extraordinaire retour pour de bon » vers l'industrie du film pornographique. Dans cette publication signée MAX-A, l’actrice tient le rôle d’une enseignante dans une classe de garçons en manque de sexualité.
En janvier 2006 il est dit que Sally Yoshino a définitivement abandonné l’industrie pornographique pour se consacrer au striptease.
Au mois d’octobre de cette même année 2006, Kuki édite un DVD reprenant le travail accompli par Sally Yoshino tout au long de sa carrière pour cette firme spécialisée dans la production de vidéos réservées aux adultes.

## Filmographie (partielle)
| Titre du film | Producteur        | Réalisateur        | Parution                                                   |
| --- | ----------------- | ------------------ | ---------------------------------------------------------- |
| Younger Than Me 年下の彼女 | Bijin/Cosmos Plan |                    | 29 novembre 1997                                           |
| Bijin 13: Graduation Trip 卒業旅行 | Bijin/Cosmos Plan |                    | 29 décembre 1997                                           |
| Cheeky Girl ナ・マ・イ・キ | Bijin/Cosmos Plan |                    | 27 janvier 1998                                            |
| High School Girl Confinement 14 女子校生監禁凌辱 鬼畜輪姦14                                                                             | Sharks            |                    | octobre 1998                                               |
| From Back To Front 後ろから前から | KUKI              | Gihito Omura       | VHS: 28 février 1998 VCD: 29 mai 1998 DVD: 14 janvier 2000 |
| Big Tits Tank Angels 5 乳TANKの天使たち5                                                                                                | KUKI              |                    | 16 novembre 1998                                           |
| KUKI Best Collection Vol.2 | KUKI              |                    | VHS: 11 décembre 1998 DVD: 15 décembre 2000                |
| Angel | Angel             |                    | 22 janvier 1999                                            |
| Super Wet Love Drama ズブ濡れ人生激情                                                                                                   | Tank/KUKI         | Gasbel             | VHS: 29 janvier 1999 CD-ROM: 14 mai 1999 VCD: 11 juin 1999 |
| The South Pole II / South Pole 2: The Greatest 南極２号                                                                                 | Tank/KUKI         | Yuji Osawa         | VHS: 27 février 1999 VHS: 18 mai 1999 CD-ROM: 9 avril 1999 |
| Cosmos DX 120 min SPECIAL 宇宙企画DX120分スペシャル                                                                                     | Cosmos Plan       |                    | 20 mars 1999                                               |
| Sally is Perfect サリーはパーフェクト                                                                                                   | KUKI              |                    | 26 mars 1999                                               |
| Sally Yoshino 吉野サリー | KUKI              | Tojiro             | CD-ROM: 9 avril 1999 26 janvier 2001                       |
| South Pole 2: The Greatest 南極２号 | KUKI              | Edo Wood           | 18 mai 1999                                                |
| Video CD Special Vol 18 ビデオCDスペシャル18                                                                                            |                   |                    | 20 mai 1999                                                |
| Video CD Special Vol 19 ビデオCDスペシャル19                                                                                            | KUKI              |                    | 20 juin 1999                                               |
| Lots of Tits!! オッパイがイッパイ!! | KUKI              |                    | 24 septembre 1999                                          |
| KUKI Best Actresses Vol. 7 KUKI人気女優BEST VOL.7                                                                                       | KUKI              | Toru Daikanyama    | 10 décembre 1999                                           |
| Human Skin Toy Part 2 続・人肌玩具 | KUKI              |                    | VCD: 26 mai 2000                                           |
| Super Wet Love Drama Archive ズブ濡れ人生激情 アーカイブ                                                                                | KUKI              | Jango              | VHS: 15 juin 2000                                          |
| KUKI Best Collection Vol.2 | KUKI              |                    | 15 décembre 2000                                           |
| Sally Yoshino 吉野サリー | Calen/MAX-A       | Tojiro             | 26 janvier 2001                                            |
| Female Teacher Hunt in Sally Yoshino 女教師狩り in 吉野サリー                                                                           | Samansa/MAX-A     | Yukihiko Shimamura | 23 février 2001                                            |
| The Confined Bodydolls 監禁ボディドール                                                                                                 | Samansa/MAX-A     | Hei Takano         | 16 mars 2001                                               |
| The Confined Bodydoll Complete Edition 監禁ボディドール完全版                                                                           | MAX-A             | Max Nakamoto       | VHS: 13 juillet 2001 DVD: 22 novembre 2001                 |
| Sary | Moodyz Imperial   | Mr. Watakano       | 1er janvier 2002                                           |
| Wild Thing 6 |                   |                    | septembre 2003                                             |
| Playback, Sali Yoshino PLAYBACK 吉野サリー DVD contenant également les films From Front and Behind, Drenched to the Bone & South Pole 2 | KUKI              |                    | 27 octobre 2006                                            |

- Fuck me!
- Abnormal Privacy 34
- HollyWood TV #3
- Wet Passion
- Bondage Doll VI
- Indecent Beast City
- Gallery
- Dripping Wet Life With Passion
- Sally Will Help You Masturbate
- Indecent Beast City 2
- Ryubaku
- The Prima Donna of Gloomy Tears
- 6 Super Tits Girls
- Hot Western
- Male Virgin Hunting
- Angel 9

Spécialité : Films de bondage